# Руссело, Ксавье
Ксавье Руссело (фр. Xavier Rousselot, 23 января 1805, Мец — 1895) — французский философ и переводчик, преподаватель, научный писатель.
Сразу после получения высшего образования стал преподавателем и на протяжении двадцати пяти лет (с 1836 года) занимал кафедру философии в лицее Труа; помимо профессорской работы занимался также переводами научных трудов. Вышел на пенсию в 1861 году. В 1854 году был удостоен похвальной грамоты за свою преподавательскую деятельность.
Оставил целый ряд работ по философии. Главные труды: «Études sur la philosophie dans le moyen âge» (1840—1842, три тома, наиболее известное его сочинение, которое после выхода привлекло внимание прессы), «Analyse des auteurs philosophiques» (1852), «Histoire de l’Évangile éternel» (1861), перевод произведения Флоре и Жана де Фарме «Études d’histoire religieuse au XII et au XIII siècle» (1861). Им также были сделаны переводы работ «Œuvres philosophiques» Ванини (1842) и «Économie rurale» Варрона (1844).